# 王新哲
王新哲（1964年2月—），男，汉族，河北乐亭人，中华人民共和国政治人物，现任中国共产党第二十届中央纪律检查委员会委员，中央纪委国家监委驻水利部纪检监察组组长、水利部党组成员。